# Coupé Cloué
Jean Gesner Henry (Léogâne, 10 mei 1925 – Port-au-Prince, 29 januari 1998), beter bekend als Coupé Cloué, was een Haïtiaans zanger, gitarist en bandleider. Hij creëerde zijn eigen kompa-stijl, kompa mamba genaamd. Als jonge man is hij professioneel voetballer geweest.

## Biografie
In zijn jeugd kreeg Henry een klassieke muziekopleiding en werkte hij als meubelmaker. Later werd hij beroepsvoetballer. Hij speelde in de verdediging van de club Aigle Noir uit Port-au-Prince. Uit die tijd stamt zijn bijnaam Coupé Cloué ("afsnijden en vastzetten").
In 1951 begon hij in Port-au-Prince op te treden op de gitaar. Hij was vooral beïnvloed door de son en de bolero uit Cuba. In 1957 richtte hij de band Trio Crystal op, met een andere gitarist en een maracaspeler. Later werd de naam veranderd in Trio Select. Zij mengden de twoubadou-muziek met Haïtiaanse merengue en jazz. Nadat ze veel op plaatselijke feesten gespeeld hadden, kwam de eerste lp uit in 1960. In het begin van de jaren '70 kwamen er verschillende muzikanten bij, en veranderde naam nogmaals in Ensemble Select.
In deze tijd begon Coupé Cloué met rauwe stem door de instrumentale delen te praten, en moppen en anekdotes te vertellen. Dit zou een belangrijk kenmerk van zijn muziek worden. Hij zong veel in het Kreyòl, en in zijn teksten zaten veel seksuele toespelingen.
In 1975 maakte hij een intensieve tournee door Afrika. Hij kreeg hier veel bekendheid, mede omdat zijn muziek gemeenschappelijke kenmerken had met de soukous. Met name in West-Afrika werd hij erg populair. Hij werd hier Roi Coupé ("Koning Coupé") genoemd.
In tegenstelling tot veel andere vooraanstaande Haïtianen, vluchtte hij niet naar het buitenland tijdens het bewind van Jean-Claude Duvalier. In die tijd trad hij soms op voor de Tonton Macoutes. Achteraf werd hij hierom bekritiseerd. Hij gaf echter aan dat hij gedood zou worden als hij een optreden voor de Tonton Macoutes zou weigeren.
In december 1997 gaf Cloué Coupé zijn laatste optreden. Een maand later, op 29 januari 1998, overleed hij aan diabetes. Zijn begrafenis werd bijgewoond door duizenden mensen, waaronder de interim-minister van Cultuur van Haïti.

## Albums
- 1970: Plein calle
- 1971: Haïti vol.2
- 1972: Gro banbou
- 1973: Cribiche
- 1975: Map di
- 1977: Preacher
- 1978: L'Essentiel
- 1979: World of
- 1980: Back to roots
- 1981: Abseloutment
- 1981: Couci-couça
- 1982: En dedans
- 1983: 25th anniversaire
- 1983: Antan'n pou antan'n nou
- 1983: Ca fe map peye
- 1984: 5 Continents
- 1985: Mme Marcel
- 1986: Malingio
- 1987: Bel mariage
- 1988: Racines
- 1989: Coupe cloue-bèl mè
- 1991: Full tank
- 1992: Femme ce poto fe
- 1993: Ti tete la
- 1997: 40th anniversary

- Bibliothèque nationale de France: cb13892791c (data)
- International Standard Name Identifier: 0000 0001 1459 248X
- Library of Congress Control Number: no97004892
- MusicBrainz: 12732900-451f-496e-898f-5bbff42deb54
- Virtual International Authority File: 166691302
- WorldCat: E39PBJgd9BBfqddyHwV3rdq84q